# Michaela Dietz
Michaela Dietz (ur. 1 listopada 1982 w Seulu) – amerykańska aktorka i wokalistka.
Jest oryginalnym głosem Ametyst w serialu animowanym Steven Universe oraz Dolly w serialu Ulica Dalmatyńczyków 101.

## Filmografia (wybór)
Źródło:
- Barney i przyjaciele (1992) – Riff
- Steven Universe (2013) – Ametyst
- Ulica Dalmatyńczyków 101 (2018) – Dolly